# Maomé ibne Ixaque ibne Cundajique
Maomé ibne Ixaque ibne Cundajique (em árabe: محمد بن إسحاق بن كنداج; romaniz.: Muhammad ibn Ishaq ibn Kundajiq; lit. Maomé, filho de Ixaque, filho de Cundajique) foi um proeminente general do Califado Abássida no começo do século X.

## Vida

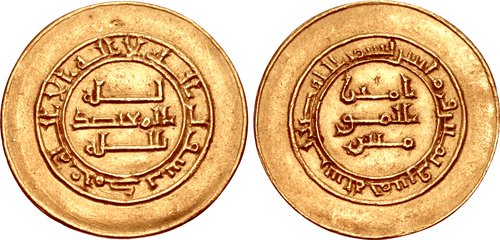
Dinar de ouro de Almutadide r.

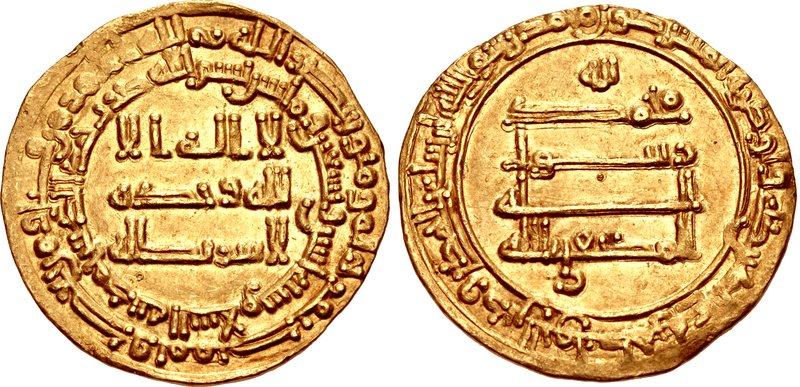
Dinar de ouro do califa Almoctafi r.

Maomé era filho de Ixaque ibne Cundajique, um turco que havia se estabelecido, com sanção da corte abássida, como governante de Moçul em 879. Ixaque governou Moçul e partes de Jazira (Mesopotâmia Superior) quase ininterruptamente até sua morte em 891, quando foi sucedido por Maomé. Já no ano seguinte, contudo, ele foi removido de Moçul por um rival, Amade ibne Issa Axaibani. Em 893, o novo califa Almutadide fez campanha na Jazira, buscando restabelecer controle califal direto sobre a região. O califa tomou Moçul e nomeou seu próprio governador lá sobre grande parte da Jazira. Amade retirou-se para Amida, enquanto Maomé fugiu para os tulúnidas na Palestina.
Após o assassinato do governante tulúnida Cumarauai em 896, Maomé estava entre os membros da corte que tentaram assassinar o sucessor de Cumarauai, Jaixe. A conspiração foi revelada para Jaixe, e no mesmo dia, os conspiradores fugiram para o deserto, deixando suas família e propriedade para trás. O grupo cruzou o deserto da Síria, perdendo alguns devido a sede, e chegaram em Cufa, de onde procuraram asilo com Almutadide. O califa recebeu-os e permitiu-os entrar em seu serviço (julho de 896).
Maomé agora tornou-se um dos membros seniores da corte abássida, em posições civis e militares. Em 902, após a morte de Almutadide, ele foi um dos subalternos seniores do comandante-em-chefe abássida, Badre Almutadidi. Quando o vizir Alcacim ibne Ubaide Alá caluniou Badre e procurou executá-lo, Maomé desempenhou um função em acalmar os temores de Badre e persuadi-lo da sinceridade de uma garantia de passagem segura para Baguedade. No caminho, Badre foi morto por um dos pajens do califa Almoctafi (r. 902–908). Em 903/904, Maomé estava entre os principais oficiais na campanha contra os carmatas, e em junho de 906 ele liderou o exército que expulsou-os da cidade de Hit. Em 912, ele foi feito governador de Baçorá.